# Global TV
Global TV es una cadena de televisión regional-nacional privada de Venezuela con base en la ciudad de Maracaibo, Estado Zulia.

## Historia
Fue fundada en 1990 como productora audiovisual que en poco tiempo se convirtió en una de las compañías de producción más grandes del Estado Zulia. A partir de 1999 la empresa se transforma en una estación de televisión. Su espacio y número de canal UHF es el 65, por Netuno es el 06 y por Intercable es el número 17.
Durante un tiempo Global TV tuvo una alianza con el canal de televisión de Caracas, Canal Metropolitano de Televisión (CMT), en la que compartieron algunos de sus programas, hasta que CMT cerro en febrero de 2007.
Su insignia televisiva es una esfera roja dentro de aros azules, y debajo de esto, lleva las palabras "Global TV". En el 2009 se realiza un refrescamiento al logotipo eliminando la esfera roja, engrosando los cuatro aros que representan el globo terráqueo y es utilizado en pantalla en color blanco, al igual que en la versión anterior debajo del imagotipo esta el logotipo GLOBAL TV. Posteriormente en 2012 este logo y la tipografía se simplificarían a un colo y con forma 2D.
En el 2006, este se une con los canales TVS, TVO, TRC, TRT, TAM y Promar TV para crear la alianza televisiva TVR (Televisión Regional), canal que emitió hasta el 23 de mayo de 2016 siendo sustituido por TLT.
El 25 de agosto de 2013 la señal del canal dejó de ser vista en las operadoras de televisión por suscripción. No hubo ninguna información oficial, ni se le hizo aviso al canal de que iba a ser sacado del aire.
A partir de septiembre de 2023, el canal deja de transmitir contenido propio para pasar a retransmitir de forma exclusiva, la señal del canal La Tele Tuya TLT.
En la actualidad el canal puede sintonizarse por el canal 65 UHF de señal abierta de televisión en la ciudad de Maracaibo, siendo la retransmisora regional de TLT.